# 石川昭仁
石川 昭仁（いしかわ あきひと、1953年 - ）は長崎外国語大学教授、前学長、理事長。
アメリカ文学・アメリカ文化・英語教育を専門とする学者。
2011年4月～2022年3月まで長崎外国語大学学長を務める。

## 最終学歴
- 1976年 西南学院大学文学部英文学科卒業
- 1978年 西南学院大学大学院英文学研究科修士課程修了

## 取得学位
- 修士（英文学、西南学院大学）1978年

## 所属
- 日本英文学会

## 研究活動
ユダヤ系アメリカ作家研究の一環として、最近はPual Austerの諸作品をユダヤ系移民文学の視点から読み解く作業を進めている。大学の業務で中国へ出張する機会が多く、上海とハルピンのユダヤ人の歴史にまで関心を広げているが、研究の成果は出ていない。また、大学の教育改革を推進する立場にあることから、高等教育の諸問題、カリキュラム開発、学習成果を測定する指標などについても研究している。

## 教育活動
- ［作成した教科書・教材・参考書］
  - Roth and Malamud: Two Short Stories (松柏社, 1980)
  - Crossing Cultures (英宝社, 1997)

## 主要研究業績
- 著書
  - バーナード・マラマッド研究（共著、泰文堂,1987）
- 主要論文
  - 崩壊のかなたのある覚醒：Saul Bellow’s ‘Leaving the Yellow House’ 論 長崎外国語短期大学「論叢」 32号 1988年
  - 聖なる欲望の発見–Bernard Malamud: The Assistantにおける自己探求のテーマ 長崎外国語短期大学「論叢」 42号1993年
  - アメリカ文学研究とインターネット長崎外国語短期大学「論叢」49号 1997年
  - American Literature on the Web: The Literary Resources 1998年3月公開 長崎外国語短期大学WWWサーバ
  - ハイパーテクストで読むアメリカ文学：アメリカ文学資料データベースの構築とその教育的なメッセージ 長崎外国語短期大学「論叢」 54号「論叢」
  - ポール・オースターのユダヤ性――『孤独の発明』をめぐって――長崎外国語短期大学「論叢」第55号 2000年